# Samuel Darío Maldonado (municipalité)
Pour les articles homonymes, voir Maldonado.
Samuel Darío Maldonado est l'une des vingt-neuf municipalités de l'État de Táchira au Venezuela. Son chef-lieu est La Tendida. En 2011, la population s'élève à 17 911 habitants.

## Géographie

### Subdivisions
La municipalité est divisée en trois paroisse civiles avec, chacune à sa tête, une capitale (entre parenthèses) :
- Boconó (Boconó) ;
- Hernández (Hernández) ;
- Samuel Darío Maldonado (La Tendida).